# Vozka (Hrubý Jeseník)

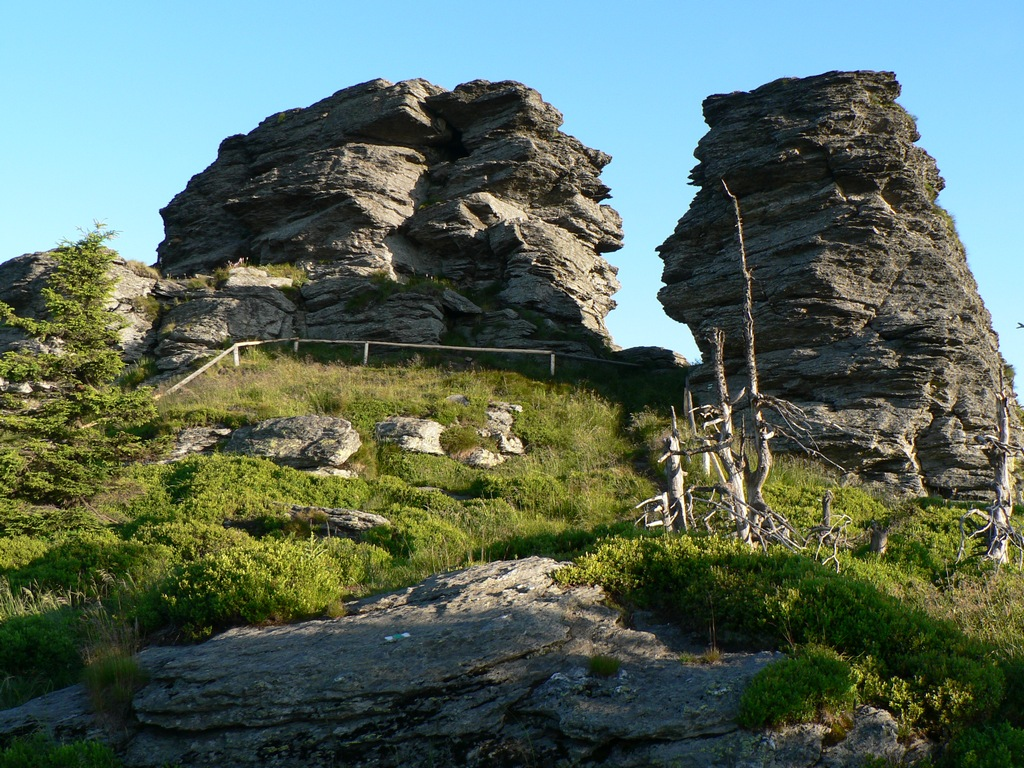
Svorové skály na vrcholu Vozky

Vozka (německy Fuhrmannstein) je hora v Česku. S nadmořskou výškou 1377  m n. m. jde o osmý nejvyšší vrchol Hrubého Jeseníku a druhý nejvyšší v Keprnické hornatině.

## Geologie
Převládajícími horninami jsou ruly a svory. Turisticky i přírodně zajímavé jsou 7 m vysoké svorové svědecké skály na vrcholu, ve kterých se nacházejí hojné vyrostlice minerálu staurolitu.

## Vodstvo
Vozka se nachází na jihozápadní rozsoše hlavního jesenického hřebene, jeho svahy jsou odvodňovány Hučivou Desnou, Žlebním potokem a Hučavou do Moravy.

## Ochrana přírody
Vozka je součástí CHKO Jeseníky a NPR Šerák-Keprník.
Vrchol Vozky je pokryt řídkou smrčinou, ve výškách 1310–1340 m se nachází rašeliniště.

## Turistika
Přístup na vrchol je z hlavního hřebene po žluté značce z Trojmezí nebo zelené ze sedla Pod Vřesovkou z údolí; pak po žluté nebo zelené značce z Branné.
Z vrcholových skal je kruhový rozhled po celém Hrubém Jeseníku, při dobré viditelnosti lze zahlédnout i Krkonoše, Beskydy nebo Tatry.

## Pověst
Podle pověsti se vznik vrcholových skal vysvětluje tak, že přes zdejší rašeliniště projížděl vozka s nákladem chleba; zapadl však a aby z rašeliniště vyjel, podkládal kola pecny chleba. Za to jej stihl trest a i se svým vozem na vrcholu hory zkameněl.

## Kříž
Dne 24. října 2021 byl na vrcholu Vozky patrně po vzoru alpských vrcholových křížů majících představovat blízkost Bohu několika nadšenci „z lásky k horám, přírodě a lidem“ vztyčen dřevěný kříž. Záměr nebyl před provedením Správě chráněné krajinné oblasti oznámen (došlo k porušení zákona č. 114 na ochranu přírody) a ani vlastník pozemku, jímž jsou Lesy České republiky, nebyl požádán o povolení jeho umístění. Kříž byl v následujících dnech neznámými osobami stržen ze skály dolů do borůvčí. Správa CHKO se 1. listopadu se skupinou, jež uskutečnila vztyčení kříže, dohodla na jeho odstranění z vrcholu a na přípravě návrhu na jeho náhradní umístění. To již nebude na vrcholu Vozky.